# Jennifer Seberry
 Jennifer Roma Seberry (geb. 13. Februar 1944 in Sydney, Australien) ist eine australische Mathematikerin, Informatikerin und Hochschullehrerin. Sie ist emeritierte Professorin und ehemalige Leiterin der Informatikabteilung an der University of Wollongong. Im Juli 1992 wurde sie Direktorin des Zentrums für Computersicherheitsforschung der Universität. Sie war die erste Mathematikerin, die an der La Trobe University promovierte, und die erste Informatikprofessorin in Australien.

## Leben und Werk
Seberry ist die Tochter von Alexander John Seberry und Jane Cruickshank. Sie besuchte die Parramatta High School und unterrichtete von 1965 bis 1966 als Sekundarschullehrerin für Mathematik und Naturwissenschaften am Loreto College Kirribilli und am North Ryde Gymnasium in New South Wales. Gleichzeitig studierte sie an der University of New South Wales, wo sie 1966 ihren Bachelor of Science erlangte. 1969 erwarb sie den Master of Science an der La Trobe University. Sie promovierte 1971 in Computermathematik bei Bertram Mond an der La Trobe University und erhielt 1972 ihren B.Ec. nach zweijährigem Studium an der University of Sydney.
Von 1970 bis 1973 lehrte sie als Dozentin an der University of Newcastle. 1973 war sie Gastdozentin am Institut für Informatik der University of Manitoba und Gastprofessorin an der Queen’s University (Kingston).
Nach ihrem Abschluss erlangte sie weltweite Anerkennung für ihre Entdeckungen im Bereich der Hadamard-Matrizen. Ihre Erkenntnisse halfen der NASA, die Qualität der Bilder zu verbessern, die von Raumsonden zur Erde gebracht wurden. Sie war an der Erfindung eines neuen Bereichs der diskreten Mathematik beteiligt und wurde die erste Dozentin für kombinatorische Mathematik in Australien. Sie führte 1980 das Studium der Kryptologie an der Universität von Sydney ein. Sie war der erste australische Fellow der International Association for Cryptologic Research.
Seberry war als Dozentin, Forscherin, Gastdozentin und emeritierte Professorin an mehreren akademischen Institutionen tätig, darunter der Universität Melbourne, der University of Newcastle, der University of Waterloo (Kanada), der University of Manitoba (Kanada), der State University of New York at Buffalo (USA), der University of Indore (Indien), der Australian National University, der Australian Defence Force Academy, der University of Sydney (USYD) und der University of Wollongong.
Sie war 1987 Gründungsmitglied der Information Security Group der Research Foundation for Information Technology der Universität Sydney. Aus dieser Gruppe entwickelte sich die Australian Information Security Association.
1992 wurde sie Professorin für Informatik an der University of Wollongong und Direktorin des Zentrums für Computersicherheitsforschung. Sie veröffentlichte über 450 Artikel und ging im Juli 2015 nach ihrer 23-jährigen Tätigkeit an der University of Wollongong in den Ruhestand.
Seberry ist Fellow der Australian Computer Society, Fellow des Instituts für Mathematik und ihre Anwendungen und Fellow des Instituts für Kombinatorik und ihre Anwendungen. Sie ist Mitglied und wurde Direktorin der International Association for Cryptologic Research und ist Mitglied der Association for Computing Machinery.

## Auszeichnungen (Auswahl)
- 2012: Mitglied der International Association for Cryptologic Research[6]
- 2020: Pearcey-Medaille[7]
- 2023: Euler-Medaille[8][9]

## Veröffentlichungen (Auswahl)
- Cryptography. Prentice-Hall (Australia), 1988, ISBN 978-0-131-94986-7.
- Orthogonal Designs. Springer International Publishing, 2018, ISBN 978-3-319-86535-5.
- mit Mieko Yamada: Hadamard Matrices. John Wiley & Sons Inc, 2020, ISBN 978-1-119-52024-5.
- mit Josef Pieprzyk, Thomas Hardjono: Fundamentals of Computer Security. Springer, 2003, ISBN 978-3-540-43101-5.
- mit Le Chung Tran, Tadeusz A. Wysock, Alfred Mertins: Complex Orthogonal Space-Time Processing in Wireless Communications. Springer, 2006, ISBN 978-0-387-29291-5.